# 下北海洋観測所

津軽海峡周辺の海自（◆）・空自基地（▲）。1-松前警備所、2-松前警備所白神支所、3-竜飛警備所、4-函館基地隊、5-大湊基地、6-下北海洋観測所、7-車力分屯基地、8-大湊分屯基地

下北海洋観測所（しもきたかいようかんそくじょ）とは、青森県下北郡東通村大字小田野沢字荒沼65に所在する海上自衛隊の海洋観測施設である。海洋観測所長は1等海佐をもって充てられており、副所長（2等海佐）が補佐する。1981年に設置された。

## 概要
海洋観測所は、自衛艦隊海洋業務・対潜支援群隷下の、沿岸海域の防衛及び警備のために海洋観測を行う施設であり、下北海洋観測所と沖縄海洋観測所（沖縄県うるま市）の2か所がある。津軽海峡は、冷戦時代に地政学上のチョークポイントとされ、当時の自衛隊には旧ソ連艦隊の通峡を阻止する実任務が想定されていた。下北海洋観測所は太平洋に面しており、対潜戦におけるソーナーの探知距離を予測するための海洋観測施設である。海洋観測とは、海水温度、塩分濃度、潮流、水中雑音、海中音波伝播などのデータを収集、分析し、将来の対潜戦に備えて蓄積することが目的である。

## 沿革
- 1981年（昭和56年）7月15日：海洋観測所として新編。海洋業務群隷下に編入。
- 1984年（昭和59年）7月2日：沖縄海洋観測所の新編により、下北海洋観測所に改称。
- 2015年（平成27年）12月1日：海洋業務群が海洋業務・対潜支援群に改編。

## 組織
- 総務科：文書、人事、衛生、秘密保全、警衛、施設維持、車両管理・運行等
- 厚生科：共済組合、福利厚生等
- 補給科：会計、物品の取扱い、給食等
- 観測科：海洋観測
- 分析科：観測資料の分析、整理及び保管
- 整備科：海洋観測器材の維持管理及び給電
- 通信科：通信、通信機器の維持管理

## 主要幹部
| 官職名           | 階級    | 氏名     | 補職発令日 | 前職 |
| ---------------- | ------- | -------- | ---------- | ---- |
| 下北海洋観測所長 | 2等海佐 | 朝永裕之 |            |      |

| 代 | 氏名                   | 在職期間                        | 前職                                                 | 後職                                               |
| -- | ---------------------- | ------------------------------- | ---------------------------------------------------- | -------------------------------------------------- |
| 01 | 今枝泰男               | 1981年07月15日 - 1983年11月23日 | 大湊地方総監部付                                     | 館山航空基地隊司令                                 |
| 02 | 西坂秀明               | 1983年11月23日 - 1987年07月06日 | 航空集団司令部幕僚 →1985年7月1日 1等海佐昇任         | 横須賀地方総監部勤務                               |
| 03 | 秋元尚                 | 1987年07月07日 - 1989年03月19日 | 海上自衛隊幹部学校学校教官 →1988年7月1日 1等海佐昇任 | 海上自衛隊幹部学校学校教官                         |
| 04 | 岡田仁宏               | 1989年03月20日 - 1992年02月14日 | 第51航空隊副長                                       | 対潜資料隊司令                                     |
| 05 | 岩月伸和               | 1992年02月15日 - 1994年07月31日 | 海洋業務群司令部幕僚                                 | 海上自衛隊幹部学校研究部員                         |
| 06 | 桑畑芳弘               | 1994年08月01日 - 1996年07月31日 | 第3航空隊司令                                        | 第4航空群司令部首席幕僚                            |
| 07 | 寺口聡                 | 1996年08月01日 - 1998年08月02日 | 第81航空隊司令                                       | 第203教育航空隊司令                                |
| 08 | 壹岐忠記               | 1998年08月03日 - 2000年07月31日 | 第81航空隊司令                                       | 第31航空群司令部付 →2000年10月30日 退職            |
| 09 | 和田明士               | 2000年08月01日 - 2001年12月11日 | 下北海洋観測所副長                                   |                                                    |
| 10 | 近藤清司               | 2001年12月12日 - 2003年03月31日 | 海洋業務群司令部幕僚 →2002年1月1日 1等海佐昇任       | 第9航空隊司令                                      |
| 11 | 三井俊明 （2等海佐）   | 2003年04月01日 - 2004年09月30日 | 教育航空集団司令部                                   | 厚木航空基地隊付 →2004年12月11日 退職・1等海佐昇任 |
| 12 | 戸田恒夫 （2等海佐）   | 2004年10月01日 - 2005年09月29日 | 大湊基地業務隊補充部付                               |                                                    |
| 13 | 國森裕隆 （2等海佐）   | 2005年09月30日 - 2007年07月31日 | 海洋業務群司令部                                     |                                                    |
| 14 | 油井康平 （2等海佐）   | 2007年08月01日 - 2009年06月30日 | 松前警備所長                                         |                                                    |
| 15 | 近藤基裕 （2等海佐）   | 2009年07月01日 - 2012年07月31日 | 海上幕僚監部装備部武器課勤務                         | 海上幕僚監部技術部技術課 艦船武器技術班長          |
| 16 | 明日山利男 （2等海佐） | 2012年08月01日 - 2013年10月31日 | 海洋業務群司令部勤務                                 | 八戸航空基地隊付 →2014年1月5日 退職                |
| 17 | 根本正人 （2等海佐）   | 2013年11月01日 - 2015年04月02日 | 海洋業務群司令部勤務                                 | 自衛艦隊司令部勤務                                 |
| 18 | 内山兼一 （2等海佐）   | 2015年04月03日 - 2016年11月20日 | ひびき艦長                                           | 海上自衛隊東京業務隊付                             |
| 19 | 岡氏進一 （2等海佐）   | 2016年11月21日 -                | 横須賀地方総監部管理部総務課長                       |                                                    |